# Urania sloanus
La urania de Sloane (Urania sloanus) era una especie de polilla de la familia Uraniidae endémica a Jamaica. Se observó por última vez en 1894 o 1895, pero posiblemente sobrevivió hasta al menos 1908. La especie fue descrita por primera vez por Pieter Cramer en 1779.
El epíteto específico sloanus honra a Sir Hans Sloane (1660-1753), un coleccionista inglés cuya colección se convirtió en la base del Museo Británico.

## Descripción
Esta especie extinta de Urania era negra con iridiscentes marcas rojas, azules y verdes. Las partes iridiscentes de las alas no tienen pigmento; determinado por análisis óptico de la especie Urania fulgens perteneciente al mismo género. El color se origina en la refracción de la luz por las escamas en forma de cinta que cubren las alas de la polilla. 
Urania sloanus se considera "la especie más espectacular de Urania". Como la mayoría de las especies de la subfamilia Uraniinae, era una polilla diurna, mientras que la mayoría de las polillas son activas de noche; sus colores brillantes avisan, como advertencia, el hecho de que también era tóxico.
|  |  |

## Extinción
Con base en el conocimiento actual de las especies de Uraniina existentes, es probable que la urania de Sloane haya migrado entre parches de plantas hospedantes, después de que las explosiones de población las defoliaran localmente. Esto probablemente requirió áreas relativamente grandes e intactas de bosques de tierras bajas.
La pérdida de hábitat cuando las selvas tropicales de las tierras bajas de Jamaica fueron taladas y convertidas en tierras agrícolas durante la era colonial puede haber contribuido a su extinción, aunque todavía quedan grandes partes de bosque primario. Por lo tanto, la respuesta más probable a su extinción sería que la población de polillas "se desplomó por debajo de un nivel sostenible, quizás víctima de la pérdida de una de sus plantas alimenticias larvarias", como las especies tóxicas Omphalea triandra y O. diandra. Como otros miembros del género Urania, los enjambres periódicos de polillas alternaban con años de gran escasez.